# Limnophila latistyla
Limnophila latistyla är en tvåvingeart som beskrevs av Alexander 1923. Limnophila latistyla ingår i släktet Limnophila och familjen småharkrankar. Inga underarter finns listade i Catalogue of Life.